# Hildebrand Gurlitt
Pour les articles homonymes, voir Gurlitt.
Hildebrand Gurlitt (15 septembre 1895 à Dresde – 9 novembre 1956 à Düsseldorf) est un profiteur de guerre, marchand d'art et historien de l'art allemand. Il a dirigé le Musée du roi Albert (de) de Zwickau et l'association artistique de Hambourg. Il a pris part à la vente de l'« art dégénéré » pendant l'ère national-socialiste et est considéré comme un profiteur de guerre.
En 2011, plus de 1 400 œuvres d'art qu'on soupçonne d'avoir été spoliées sont découvertes chez son fils Cornelius Gurlitt, dont 300 auraient fait partie de l'exposition nazie Art dégénéré. Cette affaire est révélée au public le 3 novembre 2013 par le magazine allemand Focus.

## Biographie

### Famille
Hildebrand Gurlitt vient de Dresde. Il est le fils de l'historien de l'art Cornelius Gurlitt. Son grand-père est le peintre paysagiste Louis Gurlitt. Un de ses frères est le musicologue Wilibald Gurlitt, et un de ses cousins est le marchand d'art Wolfgang Gurlitt (de). Par sa grand-mère Elisabeth Gurlitt (née Lewald), il est issu d'une famille d'origine juive.
Il épouse en 1923 la danseuse Helene (« Lena ») Hanke, connue sous le nom de scène « Bambula », une des premières élèves de Mary Wigman. Il a avec elle un fils, Cornelius Gurlitt, né en 1932 à Hambourg (et mort en 2014 à Munich), et une fille Nicoline Benita Renate, née en 1935 à Hambourg et vraisemblablement décédée en 2012
,,,.

### Études
Il étudie l'histoire de l'art, tout d'abord à Dresde, puis à partir de 1919 à Berlin, et ensuite à l'Université de Francfort-sur-le-Main, où il soutient en 1924 sa thèse de doctorat sur l'histoire architecturale de l'église Katharinenkirche (de) d'Oppenheim auprès de Rudolf Kautzsch (de).

### Au musée de Zwickau

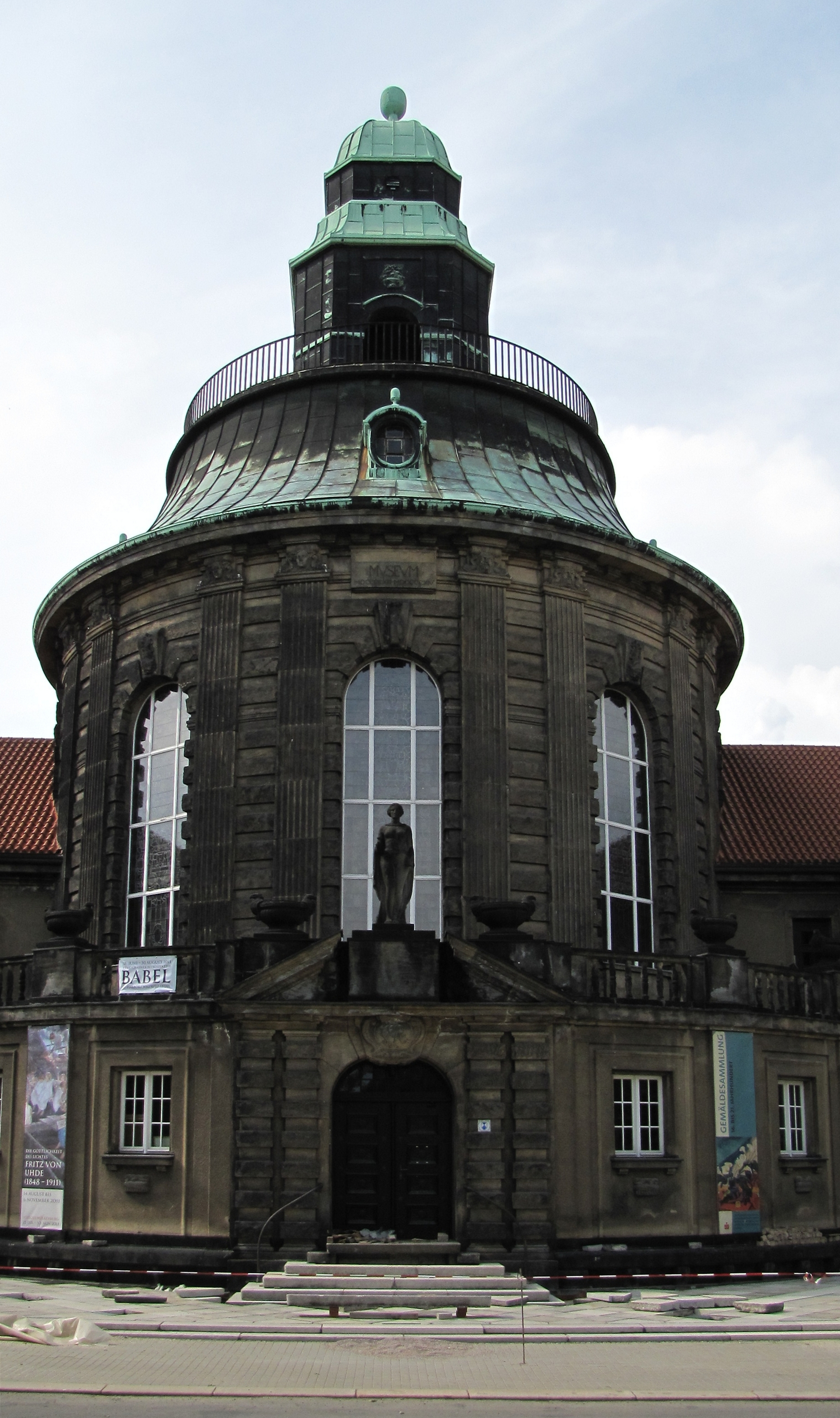
Musée de Zwickau

Entre le 1er avril 1925 et le 1er avril 1930, Hildebrand Gurlitt dirige le Musée du Roi Albert (de) de Zwickau inauguré le 23 avril 1914. Ce musée municipal, qui héberge de nos jours une collection d'art (de), avait été construit pour accueillir la bibliothèque de l'école municipale, qui a fait don en 1868 de sa collection de minéraux, des manuscrits des archives municipales, des œuvres d'art appartenant à la ville, ainsi que de la collection de l'association des amateurs d'antiquités. La nomination de Hildebrand Gurlitt en tant que premier directeur titulaire du musée doit marquer le début de la constitution ciblée d'un collection d'art moderne. Il met l'accent sur des œuvres de peintres contemporains et organise de nombreuses expositions.
Hildebrand Gurlitt expose ainsi en 1925 des œuvres de Max Pechstein dans une grande exposition pour laquelle il acquiert aussi des œuvres pour le musée. En 1926, c'est le tour de Käthe Kollwitz et de la jeune école de Dresde. En 1927, il montre des œuvres de Erich Heckel et de Karl Schmidt-Rottluff. En 1928, il dédie une exposition à Emil Nolde. Dans le même temps, il s'intéresse aux peintres Oskar Kokoschka, Emil Nolde, Lovis Corinth, Max Liebermann, Max Slevogt, Ernst Ludwig Kirchner, Otto Dix, Lyonel Feininger, Paul Klee et Wassily Kandinsky. Il est en contact personnel avec de nombreux artistes de son époque, par exemple avec Ernst Barlach.
Hildebrand Gurlitt confie à l'institut Bauhaus l'agencement et la décoration du musée, rénovation présentée au public en 1926 qui connaît un large succès, jusqu'au plan national. La presse locale est elle, en partie du moins, plus critique sur la rénovation du musée et surtout sur les goût modernes de Gurlitt. Une campagne de presse s'en prend aux acquisitions d'Art moderne de Gurlitt et souligne la situation financière de la ville de Zwickau, ce qui influera sur son licenciement le 1er avril 1930.
Les successeurs de Gurlitt Sigfried Asche (de) et Rudolf von Arps-Aubert auront sous le nazisme une attitude nettement plus retenue et privilégieront des thèmes de collection anodins.

### À l'association artistique de Hambourg

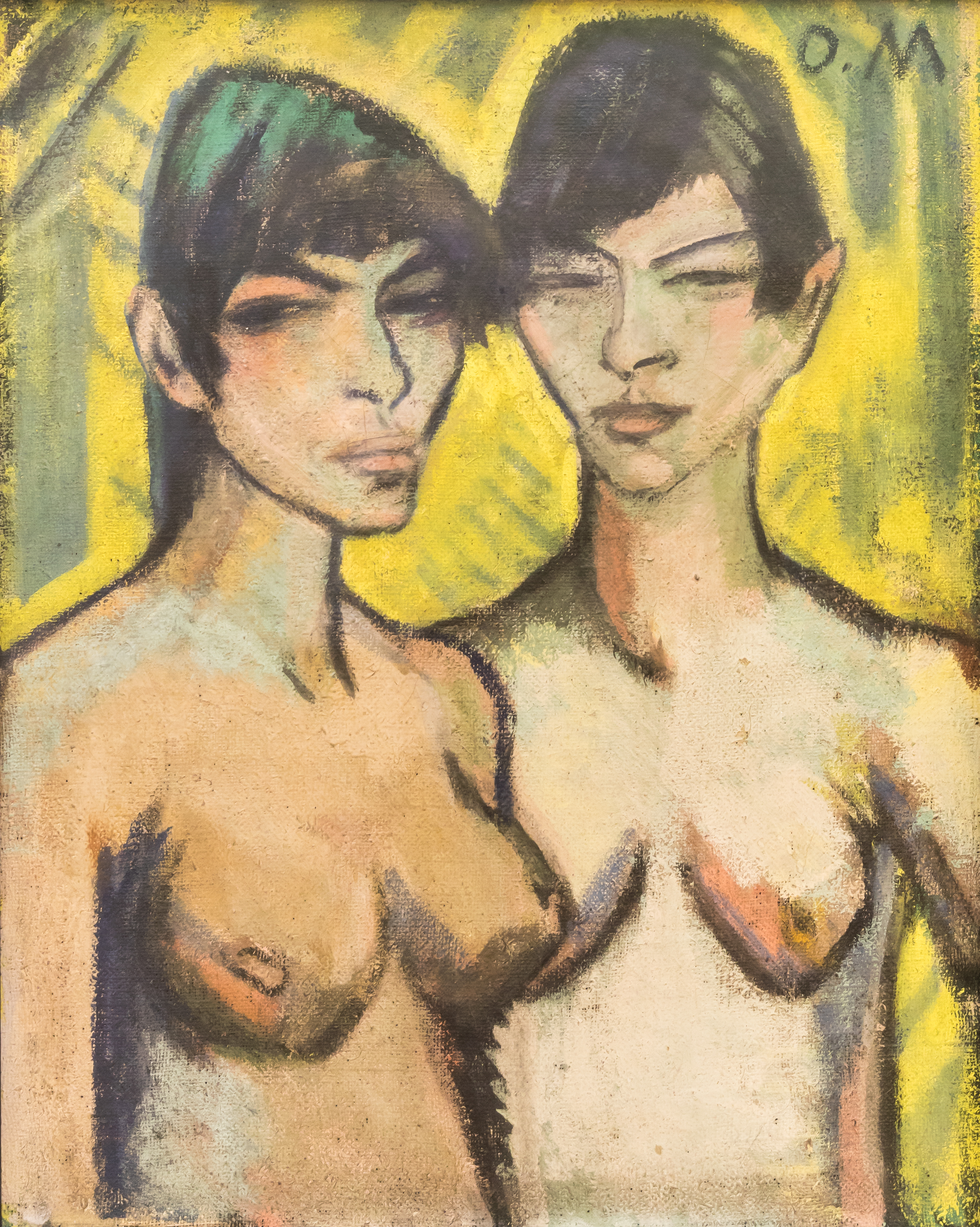
Le tableau ' de Otto Mueller est passé entre les mains de Hildebrand Gurlitt avant d'être restitué en 1999 aux héritiers originels. Il a pu être acquis par le Musée Ludwig.

Hildebrand Gurlitt n'a pas perdu sa position à Zwickau seulement à cause de son engagement pour un art moderne alors banni et pour son côté dépensier, mais aussi à cause de son sang non purement « aryen ». Sa grand-mère était Elisabeth Gurlitt, née Lewald, une sœur de l'écrivaine juive Fanny Lewald, qui descendait d'une famille juive. Entre mai 1931 et juin 1933, il est directeur de l'association artistique de Hambourg,.
À Hambourg aussi, les nazis font front contre la conception de l'art de Hildebrand Gurlitt. Le sculpteur national-socialiste et haut fonctionnaire de l'« Union de lutte pour une culture allemande » (Kampfbund für deutsche Kultur) Ludolf Albrecht, qui avait été nommé le 5 mars 1933 représentant de l'association du Reich des artistes visuels d'Allemagne (Reichsverband bildender Künstler Deutschlands (de)) pour la région Nord-Ouest, déjà mise au pas, déclare ainsi que l'association artistique de Hambourg « favorise le courant artistique international et bolchévique ». Gurlitt peut encore mettre en place une exposition sur l'art moderne italien en avril 1933, avec le soutien temporaire du Erster Bürgermeister (premier maire) national-socialiste de Hambourg Carl Vincent Krogmann (de) en place depuis le 8 mars, dans laquelle il glisse également des œuvres modernes allemandes. Mais les pressions deviennent rapidement trop fortes, entre autres parce que son protecteur Carl Vincent Krogmann, qui n'était pas opposé à l'art moderne, poursuit ses propres objectifs nationaux-socialistes. Il cesse de protéger Hildebrand Gurlitt et commence à dissoudre l'association culturelle. Gurlitt est contraint de démissionner de son poste le 14 juillet 1933.
Son successeur est le bon ami du Gauleiter de Hambourg Karl Kaufmann, Friedrich Muthmann (de).

### Marchand d'art à Hambourg
Après en être licencié, il gagne son indépendance en s'établissant comme marchand d'art à Hambourg avec la société Kunstkabinett Dr H. Gurlitt. Il a beaucoup de succès : « Il a offert le meilleur art de dimension internationale des anciens maîtres et des plus jeunes, mais aussi, sous la main, de l'« art dégénéré » ». Comme le commerce de l'art « dégénéré » était interdit, Hildebrand Gurlitt menait à bien ces affaires dans le sous-sol afin que personne ne se rende compte des transactions illégales.
En 1937, un scandale éclate au sujet d'une exposition de tableaux de Franz Radziwill. L'association étudiante nationale-socialiste se retourne contre le professeur Wilhelm Niemeyer de l'académie des beaux-arts (Kunsthochschule), qui a tenu le discours d'inauguration. Pour Gurlitt, cela constitue une menace de fermeture de son « atelier ». Des officiers du Parti font savoir ce qu'ils savent de la grand-mère juive de Gurlitt, et la menace ne porte à présent plus seulement son commerce de l'art, mais toute son existence, puisqu'il est considéré comme « métis ». Mais comme les puissants à Hambourg faisaient des affaires lucratives avec lui et par la suite, et ont ensuite utilisé ses connaissances dans les acquisitions d'art pillé, ces accusations n'ont jamais été faites de manière officielle ni publique.
La même année, Hildebrand Gurlitt a tenté de gagner Hans Barlach à sa cause pour la décoration du tympan de l'église Saint-Pierre de Hambourg, ce que Barlach refuse pour ne pas gêner ses mécènes, dont le cigarettier Hermann Bernhard Fürchtegott Reemtsma (1892–1961). Il a aussi demandé à Barlach une ébauche d'un font baptismal pour l'Église Saint-Jean (Johanneskirche) à Hamm.

### Le commerce de «l'art dégénéré»

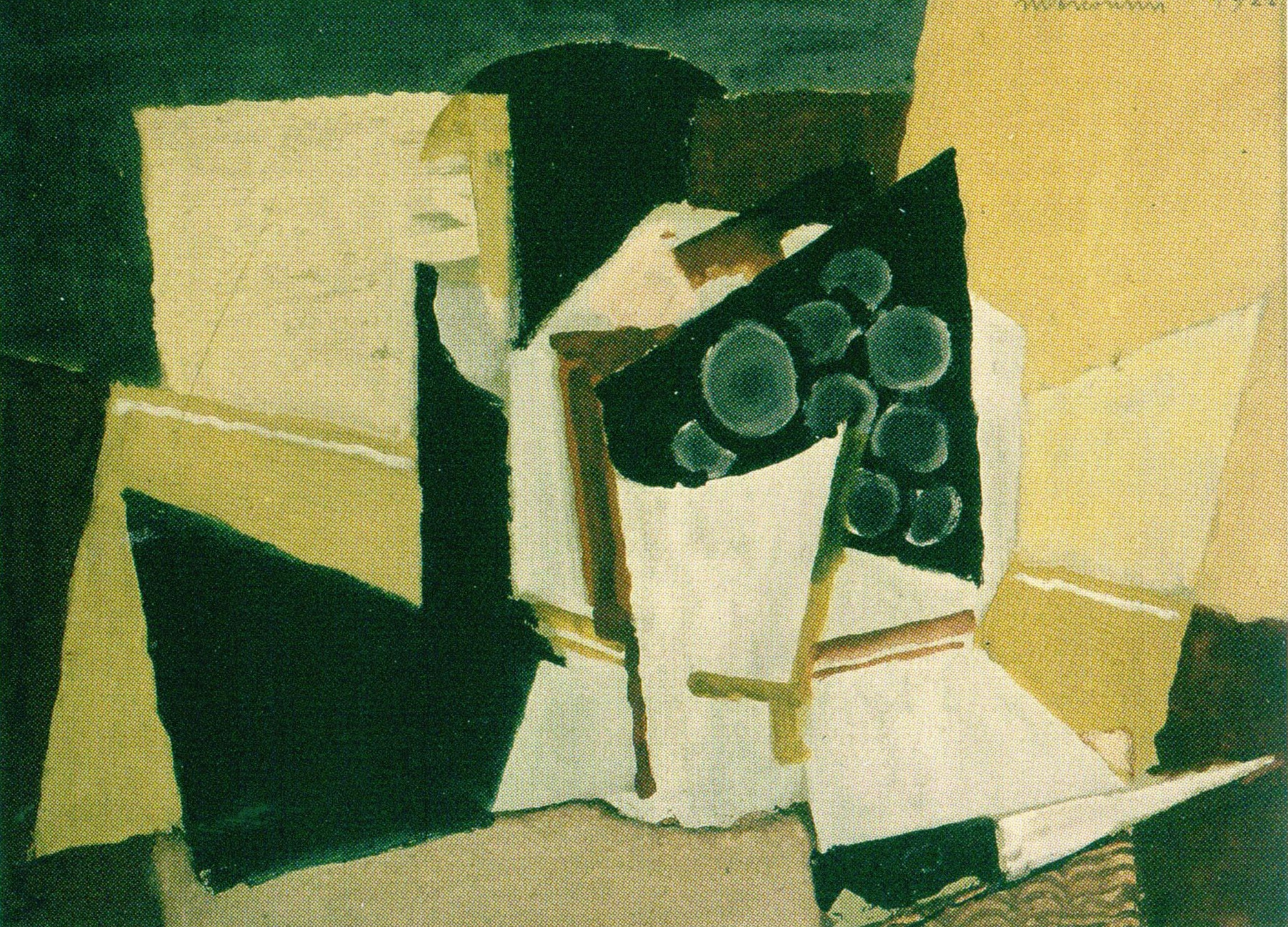
Louis Marcoussis : Grappe de raisins, négocié par Hildebrand Gurlitt (après saisie en 1937).

La vente d'œuvres d'avant-garde ou relevant de l'art moderne est rendue possible par la « loi du 31 mai 1938 sur le retrait des œuvres d'art dégénéré » (Gesetz über die Einziehung von Erzeugnissen entarteter Kunst) qui dispose que les œuvres précédemment en possession de ressortissants du Reich ou de personnes juridiques du Reich peuvent être confisquées au bénéfice du Reich. Les œuvres supposées pouvoir être converties en devises à l'étranger sont entreposées au château de Schönhausen. Dans le cadre de cette vente (Verwertungsaktion), les ventes et échanges sont confiés à quatre marchands d'art, dont Hildebrand Gurlitt,.
Malgré le tort causé par les nazis en lui faisant perdre sa place à Zwickau et à Hambourg, il est embauché comme acheteur pour le « Führermuseum » et il est en plus chargé par le ministère de la propagande de vendre l'« art dégénéré » des musées allemands à l'étranger. Dans le cadre de cette charge, il réussit aussi à vendre des œuvres confisquées à des collectionneurs allemands. Le Musée Sprengel de Hanovre fait partie de ceux qui en ont profité. Le tableau de Karl Schmidt-Rottluff Marschlandschaft mit rotem Windrad fait partie de ceux que Bernhard Sprengel (de) ont acquis de cette façon.
La destinée de nombreuses œuvres qui changèrent de propriétaires ou qui furent entreposées dans les caves du Ministère de la Propagande n'est pas élucidée.

### Acquisitions d'œuvres d'art en France
En 1943, Hildebrand Gurlitt est désigné comme acheteur principal en France par Herrmann Voss, responsable du projet de musée géant Führermuseum à Linz (Sonderauftrag Linz). Gurlitt devient ainsi un acteur majeur du projet. En France, diverses administrations étaient chargées de la spoliation de biens culturels possédés par des institutions publiques ou privées (Musée de l'Armée, Bibliothèque polonaise, consistoires et associations religieuses, etc.), des particuliers juifs, des francs-maçons ou toute personne considérée par les autorités nazies comme ennemis de l'État (en allemand : Staatsfeind). L'ambassade du Reich à Paris, sous l'autorité d'Otto Abetz, est la première qui soit impliquée dans la saisie de collections privées, dès juillet 1940. Puis c'est au tour de l'Einsatzstab Reichsleiter Rosenberg (ERR), placée théoriquement sous l'autorité d'Alfred Rosenberg, mais en réalité sous celle d'Hermann Goering, notamment via le directeur de ce service à Paris, Kurt von Behr, et via son représentant personnel dans ce service, Bruno Lohse. L'ERR s'installe à Paris à l'automne 1940. D'autres services ont également été impliqués dans les pillages de collections, comme le Devisenschutzkommando, chargés de vider les coffres-forts de banques loués par des particuliers, ou encore le Sonderkommando Künsberg et le Sonderauftrag Linz. Le corps militaire Kunstschutz participa partiellement au pillage d'œuvres possédées par des juifs pour les remettre à l'équipe de Rosenberg.

### L'après-guerre
Après le bombardement de Dresde en février 1945, la famille emménage provisoirement chez sa mère à Possendorf (de) près de Dresde. À partir de là, Hildebrand Gurlitt, sa femme et ses deux enfants prennent un avion et arrivent le 25 mars 1945 en camion au château de Freiherr Gerhard von Pölnitz (de), qu'il avait connu à Berlin, à Aschbach (de) près de Bamberg,. Là, il est arrêté par l'armée américaine et placé en résidence surveillée.
Si l'on en croit la déclaration sous serment de Hildebrand Gurlitt (photo), il aurait transporté dans le camion des caisses d'œuvres de sa collection qu'il avait déposées auparavant à différents endroits en Saxe. Les caisses sont saisies par l'unité spéciale Monuments, Fine Arts, and Archives program, puis apportées à Bamberg, et enfin stockées dans le Wiesbaden Central Collecting Point. Hildebrandt Gurlitt reste ensuite à Aschbach où il loge dans la maison forestière du château. Il fait ensuite le voyage de retour et demande la restitution des tableaux, ce qu'il obtient cinq ans plus tard, en 1950. Les « Monuments Men », comme on appelait les membres de l'unité spéciale, se préoccupent alors plus particulièrement de renvoyer les œuvres pillées provenant des pays occupés et apportées en Allemagne dans leurs pays d'origine, à la charge ensuite des autorités de ces pays de procéder à la restitution aux personnes concernées. Au début de juin 1945, Hildebrand Gurlitt est interrogé par le lieutenant américain Dwight McKay sur son rôle en tant que marchand d'art pour les nazis. D'après le compte-rendu de cette enquête, Hildebrand Gurlitt a décrit comment il a été embauché au début 1943 par Hermann Voss, le chef du Sonderauftrages Linz chargé de constituer les collections du Führermuseum, pour l'aider à acheter des œuvres d'art dans le Paris occupé. Gurlitt nie toute implication dans le commerce de l'art pillé en France. Si l'on en croit le Süddeutsche Zeitung en 2013, les investigations des Alliés n'ont pas porté sur l'« art dégénéré » (les modernes) que Hildebrand Gurlitt a exporté avec l'autorisation officielle des nazis à l'étranger, mais sur les œuvres de provenance française. Des travaux de Courbet, Oudry et Degas, tous achetés légalement sur le marché de l'art parisien en 1942, auraient fait penser à de l'art volé.
Après la guerre, Hildebrand Gurlitt est l'objet d'une procédure (Spruchkammerverfahren (de)) dans le cadre de la dénazification. Il parvient à être réhabilité par un acquittement en juin 1948 d'une juridiction spécialisée (Spruchkammer) en raison d'une ascendance juive, de sa non-appartenance à des organisations nazies, et de son implication pour la promotion des Modernes, ; devant cette juridiction, Gurlitt indique pour l'année 1943 un revenu imposable de 178 000 reichsmarks, et à l'année 1945 des biens évalués à 300 000 reichsmarks. Lors de cette procédure, un courrier de Max Beckmann adressé à Gurlitt en 1946 est considéré comme témoignage à décharge,.
En 1947, il reprend contact avec d'autres professionnels du marché de l'art et tente de négocier ce qu'il prétend savoir sur les œuvres pillées par les nazis. Hildebrand Gurlitt souhaite toujours à cette période s'investir dans un musée. Il prend en 1948 la direction du Kunstverein für die Rheinlande und Westfalen, un institut de promotion de l'art contemporain à Düsseldorf.

### Mort
Hildebrand Gurlitt décède le 9 novembre 1956 des suites d'un accident de la circulation. Leopold Reidemeister tient le 24 janvier 1957 un discours en sa mémoire. Il est inhumé au cimetière du Nord (Düsseldorf). Une rue de Düsseldorf dans le quartier de Bilk porte son nom depuis 1965.

## Collection Gurlitt
Hildebrand Gurlitt accumule pour son compte une collection privée constituée principalement d'œuvres d'avant-garde ou relevant de l'art moderne du début du XXe siècle (en allemand : klassische Moderne). Une partie de la collection est saisie en 1945 et entreposée au Central Collecting Point (de) à Wiesbaden, mais est restituée en 1950 : le chef de la Haute commission pour l'Allemagne occupée autorise alors la restitution à Gurlitt de 134 tableaux et dessins. En 1956, des œuvres de la collection sont exposées à New-York et à San Francisco.
En février 2012, 1 285 œuvres non encadrées et 121 œuvres encadrées, dont une grande partie était déclarée perdue depuis la période nationale-socialiste, sont découvertes dans l'appartement munichois de Cornelius Gurlitt, fils de Hildebrand Gurlitt, et sont saisies. Parmi elles se trouveraient 300 œuvres confisquées à partir de 1937 car considérées comme œuvres d'art dégénéré, et 200 autres œuvres recherchées en tant qu'œuvres confisquées sous le troisième Reich (en allemand : NS-Raubkunst). Ces chiffres n'ont pas été confirmés par le ministère public allemand. Certaines œuvres ont une grande valeur, notamment d'artistes d'avant-garde ou relevant de l'art moderne comme Marc Chagall, Ernst Ludwig Kirchner, Paul Klee, Oskar Kokoschka, Franz Marc, Henri Matisse et Emil Nolde, mais aussi de peintres français du XIXe siècle comme Gustave Courbet, Auguste Renoir et Claude Monet (dont certaines avaient été déclarées par Gurlitt, sous serment, comme détruites).
Les recherches de provenance sur ces œuvres, en vue d'une restitution éventuelle aux ayants droit des propriétaires légitimes, sont conduites par le Deutsches Zentrum Kulturgutverluste, sous la direction d'Andrea Baresel-Brand.

## Publications
- Baugeschichte der Katharinenkirche in Oppenheim a. Rh. Frankfurt, Phil. Diss., 1924
- Die Stadt Zwickau. Förster & Borries, Zwickau 1926
- Aus Alt-Sachsen. B. Harz, Berlin 1928
- Die Katharinenkirche in Oppenheim a. Rh. Urban-Verlag, Freiburg im Breisgau 1930
- Sammlung Wilhelm Buller. Kunstverein für die Rheinlande und Westfalen, Düsseldorf 1955
- Richard Gessner. Freunde mainfränkischer Kunst und Geschichte, Würzburg 1955

### Sources
- (en) Cet article est partiellement ou en totalité issu de l’article de Wikipédia en anglais intitulé « Hildebrand Gurlitt » (voir la liste des auteurs).

- (de) Cet article est partiellement ou en totalité issu de l’article de Wikipédia en allemand intitulé « Hildebrand Gurlitt » (voir la liste des auteurs).